# Spilogona heliniformis
Spilogona heliniformis este o specie de muște din genul Spilogona, familia Muscidae, descrisă de Fritz Isidore van Emden în anul 1965.
Este endemică în Myanmar. Conform Catalogue of Life specia Spilogona heliniformis nu are subspecii cunoscute.